# نان اسکو
نان اسکو، نانی سنتی و مخصوص شهرستان اسکو از توابع آذربایجان شرقی است که از جمله لذیذترین نان‌های سنتی ایران محسوب می‌شود.

## مشخصات
نان سنتی اسکو پخت این نان از زمان‌های قدیم در شهرستان اسکو رایج بوده و اغلب از آرد گندم و جو مرغوب منطقه تهیه و تولید می‌شود. با وجود تغییرات روزافزون و صنعتی شدن تولید نان، تهیه نان سنتی اسکو همچنان با شیوه سنتی و بومی صورت می‌گیرد که به آن انحصار ویژه‌ای بخشیده است.
دلیل این‌که هنوز این نان سنتی وضعیت قبلی خود را حفظ کرده و همانند روش گذشتگان، پخته می‌شود را می‌توان به ویژگی‌های مطلوب و خاص آن ربط داد. نان اسکو، بدون هیچ ضایعات و دور ریختنی مصرف می‌شود و ماندگاری بالا (حتی تا چندین ماه بعد از پخت)، خوش طعمی و کیفیت بالا داشته و مهارتی خاص در شیوه پخت آن وجود دارد که با دستان هنرمند نانوا انجام می‌گیرد.

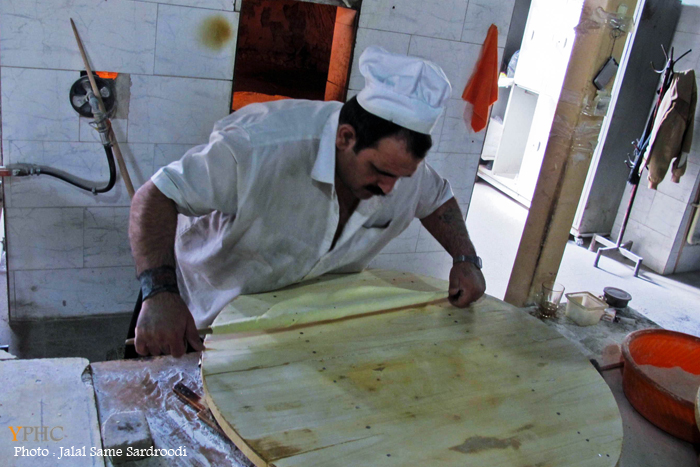

کیفیت مطلوب، شیوه و مهارت خاص پخت، کارگاهی بودن پخت، کیفیت بالا، اشتهار مطلوب، مقبولیت، ماندگاری، یکدست، یکرنگ و یکنواخت بودن نان سنتی اسکو را محصولی ویژه و مقبول کرده است.

## ویژگی‌ها

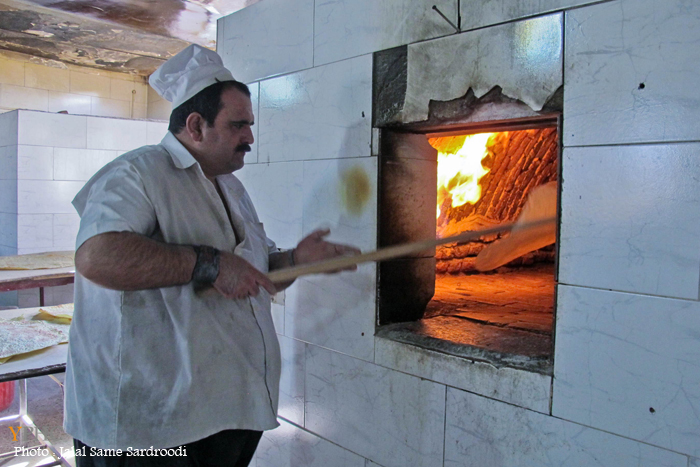

تنور نان سنتی اسکو از نوع افقی بوده و کف آن به وسیله آجرهای مربعی شکل مفرش گردیده است. به دلیل نازکی خمیر پخت نان اسکو سریع صورت گرفته و نان‌های پخته شده به کمک دو چوب باریک از تنور بیرون آورده می‌شوند. بافت نان لواش اسکو نسبتاً یکنواخت و اندازه آن به طول ۷۰ تا ۸۰ سانتی‌متر و عرض ۴۰ سانتی‌متر می‌رسد.

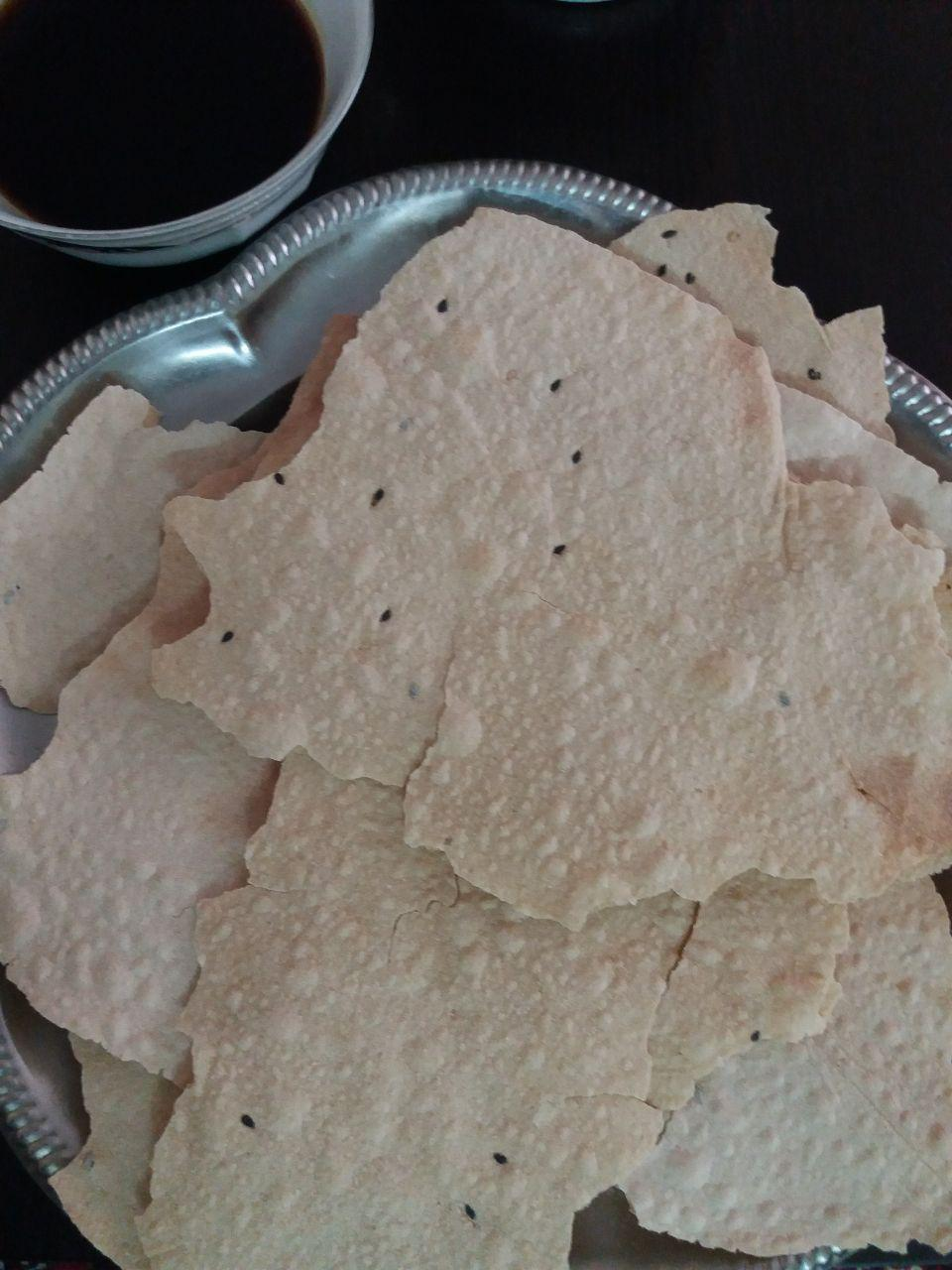

نان اسکو حالت خشک دارد و به مدت سه ماه و حتی بیشتر قابل نگهداری است که در موقع مصرف با اضافه کردن مقداری آب می‌توان آن را مرطوب و آماده مصرف کرد. ضایعات این نوع نان در حد صفر بوده و طعم خوشایندی دارد. روزانه حدود ۲۵ تن نان سنتی در اسکو پخت می‌شود که از این میزان حدود سه تن به مصرف داخل استان آذربایجان شرقی رسیده و مابقی به سایر استان‌ها و کشورها عراق و جمهوری آذربایجان صادر می‌شود.

## نگارخانه

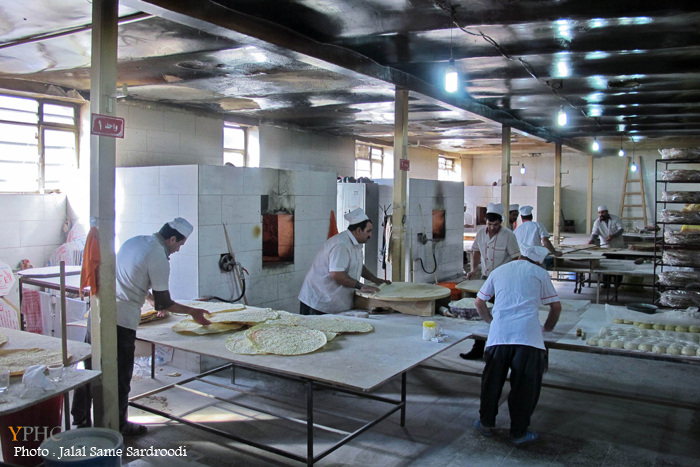
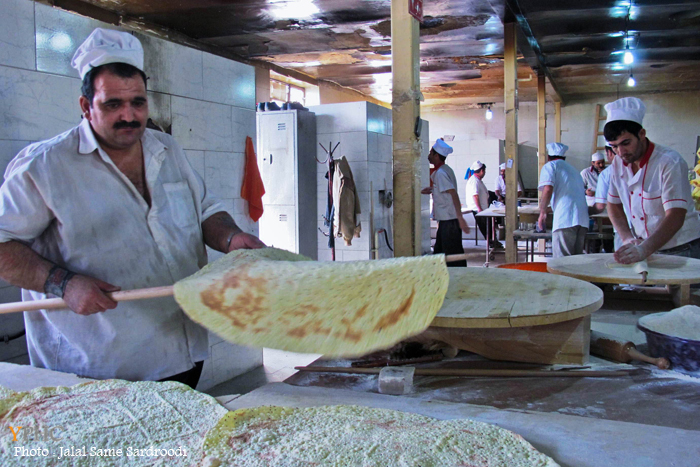
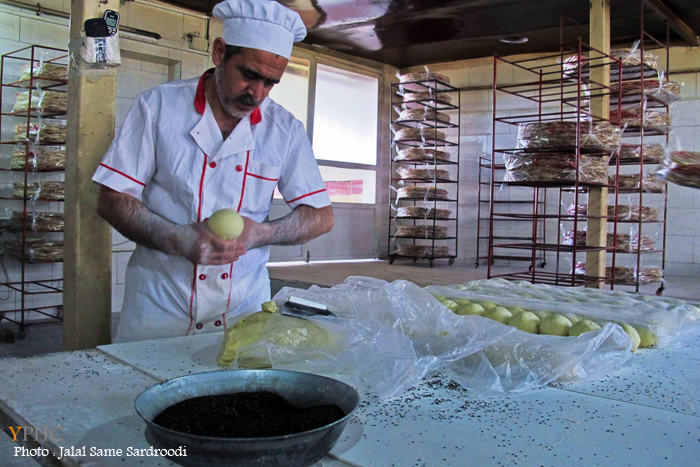
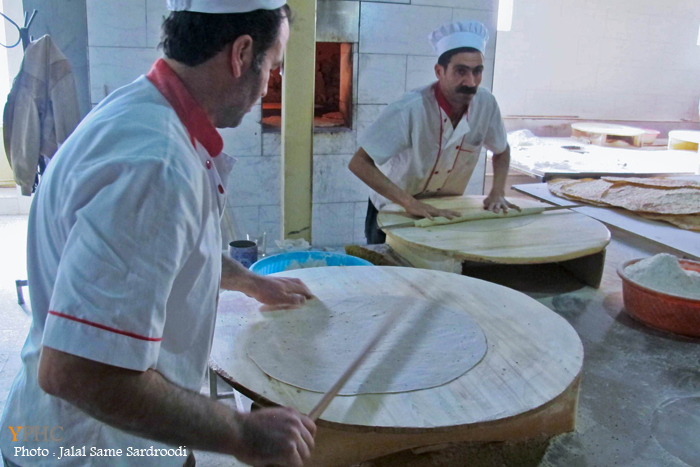
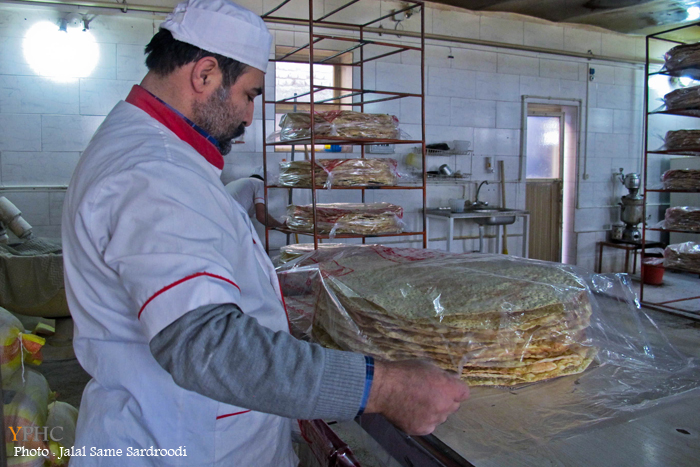
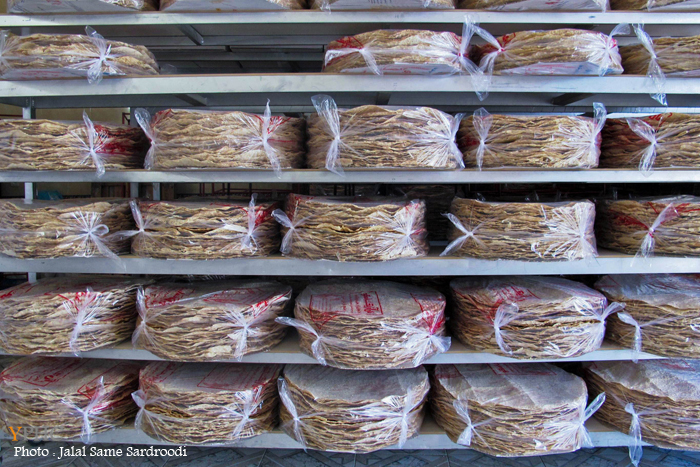